# Programa Internacional de Equipos de Práctica
El Programa Internacional de Equipos de Práctica    (en inglés, International Practice Squad Program) fue una iniciativa realizada por la National Football League (NFL) en la cual se seleccionaban jugadores de fútbol americano de otros países fuera del ámbito estadounidense o canadiense. Eran asignados a varios de los equipos de la NFL. Este programa comenzó a operar en 2004.
Jugadores de países como México (Rolando Cantú y Manuel Padilla), Finlandia (Seppo Evwaraye, Klaus Alinen y Iiro Luoto), Alemania (Ulrich Winkler, Samuel Gutekunst, Michael Quarshie y Christian Mohr), Inglaterra (Marvin Allen, Shaun Smith y Aden Durde), Suecia (Carl-Johan Björk), Rusia (Sergey Ivanov), Francia (Sebastian Sejean), Noruega (Anders Akerstrom), Bélgica (Patrice Majondo-Mwamba) y Japón (Noriaki Kinoshita) fueron promovidos a varios equipos profesionales de la NFL, ya fuera a los equipos de prácticas o a los rosters activos, incluso dándoles oportunidad de jugar en otras ligas como la AFL, la UFL o la CFL. 
Este programa fue cerrado por la misma NFL en 2009.